# Cambridge, Ohio
Cambridge là một thành phố thuộc quận Guernsey, tiểu bang Ohio, Hoa Kỳ. Năm 2010, dân số của thành phố này là 10635 người.

## Dân số
- Dân số năm 2000: 11520 người.
- Dân số năm 2010: 10635 người.